# گل مریم (سرده)
گل مریم (نام علمی: Polianthes) نام یک سرده از زیرخانواده مارچوبگان آگاوویدا است.

## گونه‌ها
- گل مریم Polianthes tuberosa